# 4 Pułk Drogowo-Eksploatacyjny
4 Pułk Drogowo-Eksploatacyjny – jednostka wojskowa Zgrupowania Wojsk Kolejowych i Drogowych ludowego Wojska Polskiego.
Pułk stacjonował w Nisku. Razem z 2 Pułkiem  Kolejowym z Inowrocławia, 3 Warszawskim Pułkiem Mostowym z Płocka, 5 Pułkiem Kolejowo-Mostowym z Modlina, 8 Pułkiem Mostów Drogowych i Kolejowych z Grudziądza, 10 Pułkiem Kolejowym z Przemyśla, 11 Pułkiem Kolejowym z Przemyśla, 12 Pułkiem Kolejowym z Tarnowskich Gór i 12 Pułkiem Drogowo-Eksploatacyjnym z Modlina wchodził w skład Zgrupowania Wojsk Kolejowych i Drogowych.